# Sigurður Grétarsson
Sigurður Grétarsson (2 maggio 1962) è un allenatore di calcio ed ex calciatore islandese, di ruolo centrocampista, ex giocatore della Nazionale islandese. Il fratello, Arnar Grétarsson, è anch'egli calciatore.

## Carriera

### Club
In patria inizia col Breidablik successivamente gioca in Germania, Grecia e Svizzera prima di tornar ein Islanda prima al Valur e poi ancora al Breidablik. Valur e Breidablik sono state anche due squadre da lui allenate svolgendo il doppio ruolo di giocatore e allenatore.
Da giocatore, ha conquistato una coppa dei balcani per club nel 1985 con l'Iraklis e il campionato svizzero 1988/89 con il Lucerna e 90/91 con il Grasshoppers.

### Nazionale
Vanta 46 presenze e 8 reti con la nazionale del suo paese.